# ادیسون فلورس
ادیسون فلورس (انگلیسی: Edison Flores؛ زادهٔ ۱۴ مهٔ ۱۹۹۴) بازیکن فوتبال اهل پرو است.
از باشگاه‌هایی که در آن بازی کرده‌است می‌توان به تیم ملی فوتبال پرو، باشگاه فوتبال سویا، و باشگاه فوتبال رئال مادرید اشاره کرد.
وی همچنین در تیم‌های ملی فوتبال Peru U17 Peru U20 Peru بازی کرده‌است.